# İstiklal Caddesi

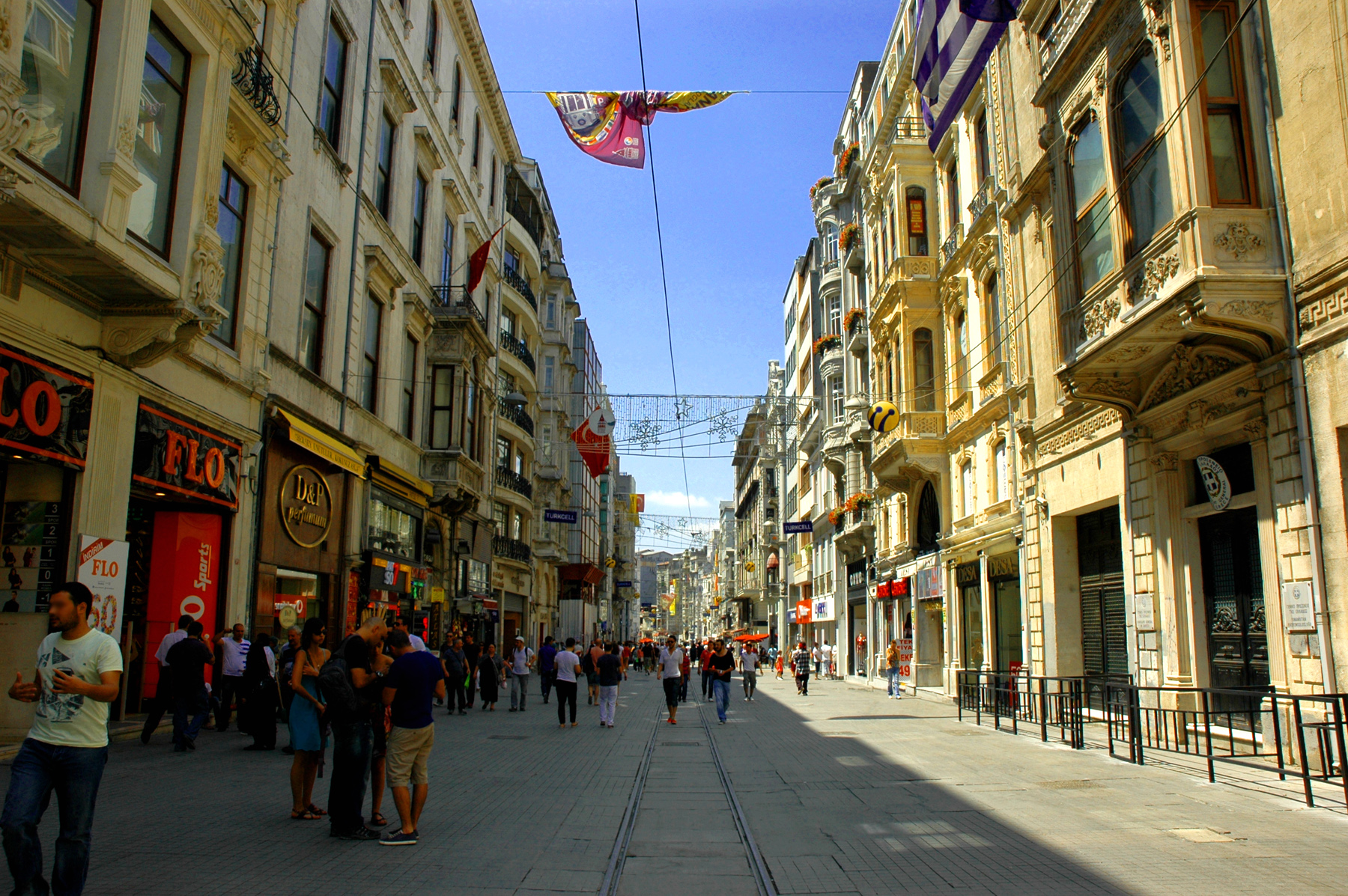
İstiklal Caddesi

İstiklâl Caddesi (Turks voor Onafhankelijkheidsstraat) is een van de bekendste straten in Istanboel, Turkije. Deze straat bevindt zich in het district Beyoğlu van Istanbul.
Tijdens de Ottomaanse periode heette deze straat in het Turks Cadde-i Kebir. Het stond ook bekend als de Laan van Pera (Frans: Grande rue de Péra). Met het uitroepen van de Turkse Republiek op 29 oktober 1923 werd de naam van de straat veranderd in İstiklâl (Onafhankelijkheid) als herdenking van de overwinning in de Turkse Onafhankelijkheidsoorlog. İstiklâl Caddesi is een populaire winkelstraat, ook voor toeristen. Er bevonden zich ook veel ambassades die na de onafhankelijkheid consulaten werden, waaronder de Nederlandse, Zweedse en Russische. Een historische tramlijn loopt door de straat.